# Daulo Augusto Foscolo
Daulo Augusto Foscolo, auch Paolo Augosto Foscolo (latinisiert Daulus Augustus Foscolo), (* 6. Oktober 1785 in Venedig; † 7. Juni 1860 ebenda) war ein italienischer Geistlicher.
Foscolo stammte aus der venezianischen Adelsfamilie Foscolo. Er wurde am 16. April 1808 im Markusdom in Venedig zum Priester geweiht. Papst Pius VII. ernannte ihn am 8. März 1816 zum Erzbischof von Korfu. Michele Di Pietro, Apostolischen Delegaten der Stadt Rom, spendet ihm am 17. März 1816 die Bischofsweihe. Mitkonsekratoren waren Candido Maria Frattini, Vicegerent von Rom, und Giovanni Marchetti, Titularerzbischof von Ancyra. Am 30. Dezember 1829 trat er als Erzbischof von Korfu zurück und am 15. März 1830 wurde er zum Titularpatriarch von Jerusalem. Am 1. Oktober 1844 wurde er zum Ritter vom Orden vom Heiligen Grab zu Jerusalem ernannt. Am 4. Oktober 1847 wurde er Titularpatriarch von Alexandria ernannt, da Giuseppe Valerga zum residierenden Patriarch von Jerusalem ernannt wurde.